# De Valk (buurtschap)
De Valk is een buurtschap in de gemeente Ede met ongeveer 430 huishoudens en 1670 inwoners (2001). De buurtschap is verspreid over een aantal wegen zoals de Lage Valkseweg (N801) en de Hoge Valkseweg. De buurtschap kent geen kern. Door de buurtschap stroomt de Groote Valksche Beek.
De Valk ligt ongeveer twee kilometer ten noordwesten van Wekerom, zes kilometer ten noordoosten van Lunteren en ongeveer 10 kilometer ten noorden van de gemeentelijke hoofdplaats Ede. Zes kilometer ten zuidoosten van De Valk bevindt zich Nationaal Park De Hoge Veluwe. De Valk bevindt zich in een glooiing in het terrein, waarbij de hoogte varieert tussen de 4 en 16 meter boven NAP.
De Valk kent haar eigen vrijwillige brandweer-post aan de Lage Valkseweg, waarbij ook de plaatselijke EHBO-post is gevestigd. De brandweerpost is opgezet in 1946.
De Valk is een kerkelijke plaats. Een groot deel van de inwoners is lid van de plaatselijke Gereformeerde Gemeente, gevestigd aan de Hoge Valkseweg. Bij de Provinciale Statenverkiezingen van 2019 behaalde de SGP de meerderheid van de stemmen in het dorp, 65%. Het kerkelijke karakter van De Valk blijkt tevens uit het feit dat linkse partijen nauwelijks stemmen trekken in De Valk, bij de genoemde verkiezingen behaalden D66, GroenLinks en de PvdA elk slechts minder dan 1% van de stemmen. De Valk ligt in een agrarische omgeving, in de buurtschap zijn veel boerderijen gevestigd. In De Valk is een reformatorische buurtschool gevestigd, genaamd School met de Bijbel 'De Valk'. Vanwege het open toelatingsbeleid van de school waren er enige tijd plannen om een nieuwe basisschool te vestigen, gelieerd aan de lokale Gereformeerde Gemeente, die uitsluitend leerlingen van reformatorischen huize zou toelaten en derhalve een gesloten toelatingsbeleid zou voeren. De plannen voor de nieuwe basisschool zorgden voor veel discussie in De Valk en in de gemeenteraad van Ede, doch begin 2019 is uiteindelijk door de Raad van State beslist dat er geen nieuwe school zou mogen worden gevestigd, daar verwacht werd dat de nieuwe school te weinig leerlingen zou trekken. 

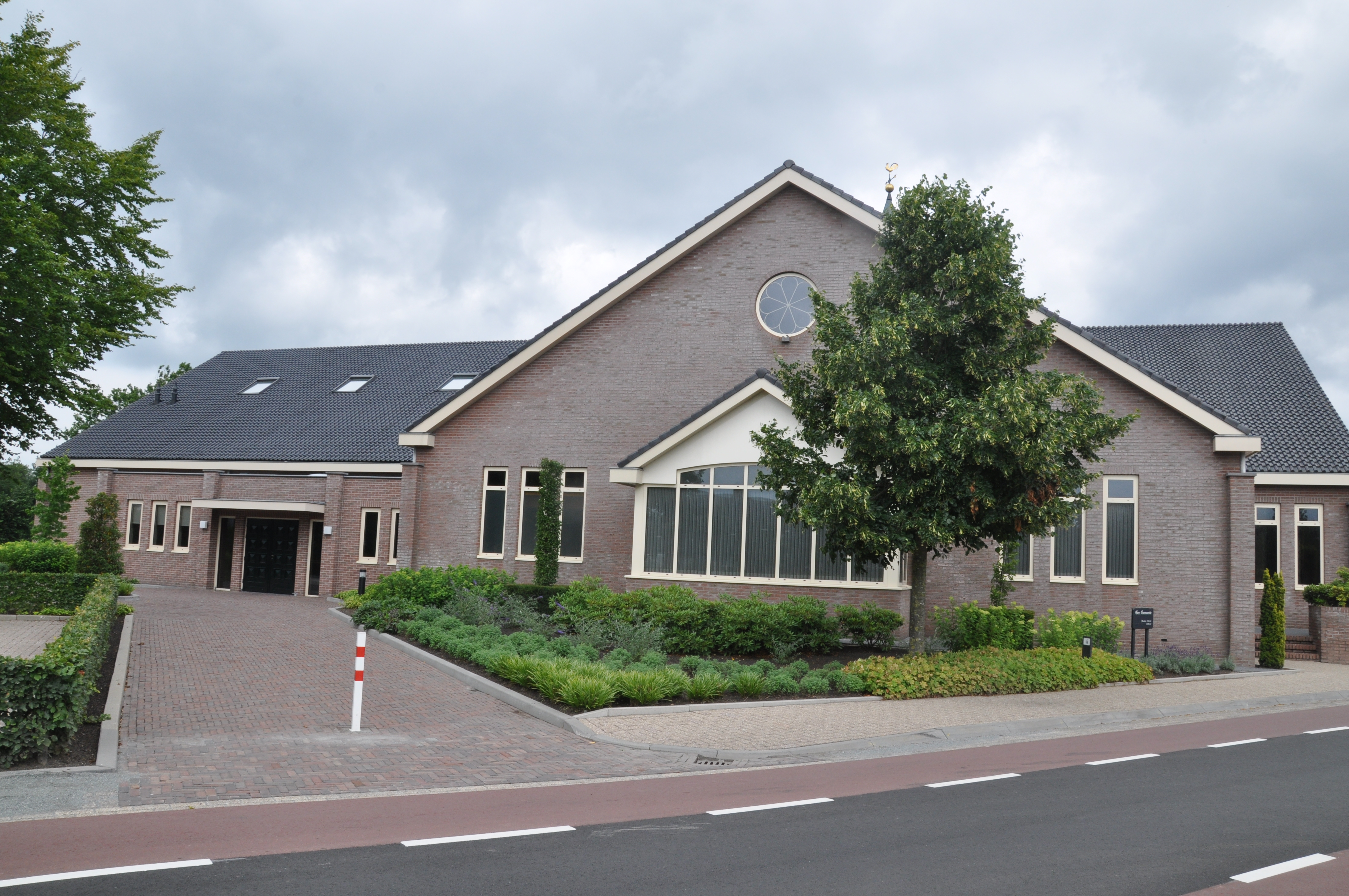
Gereformeerde Gemeente De Valk-Wekerom, een kerk met 1.220 zitplaatsen.
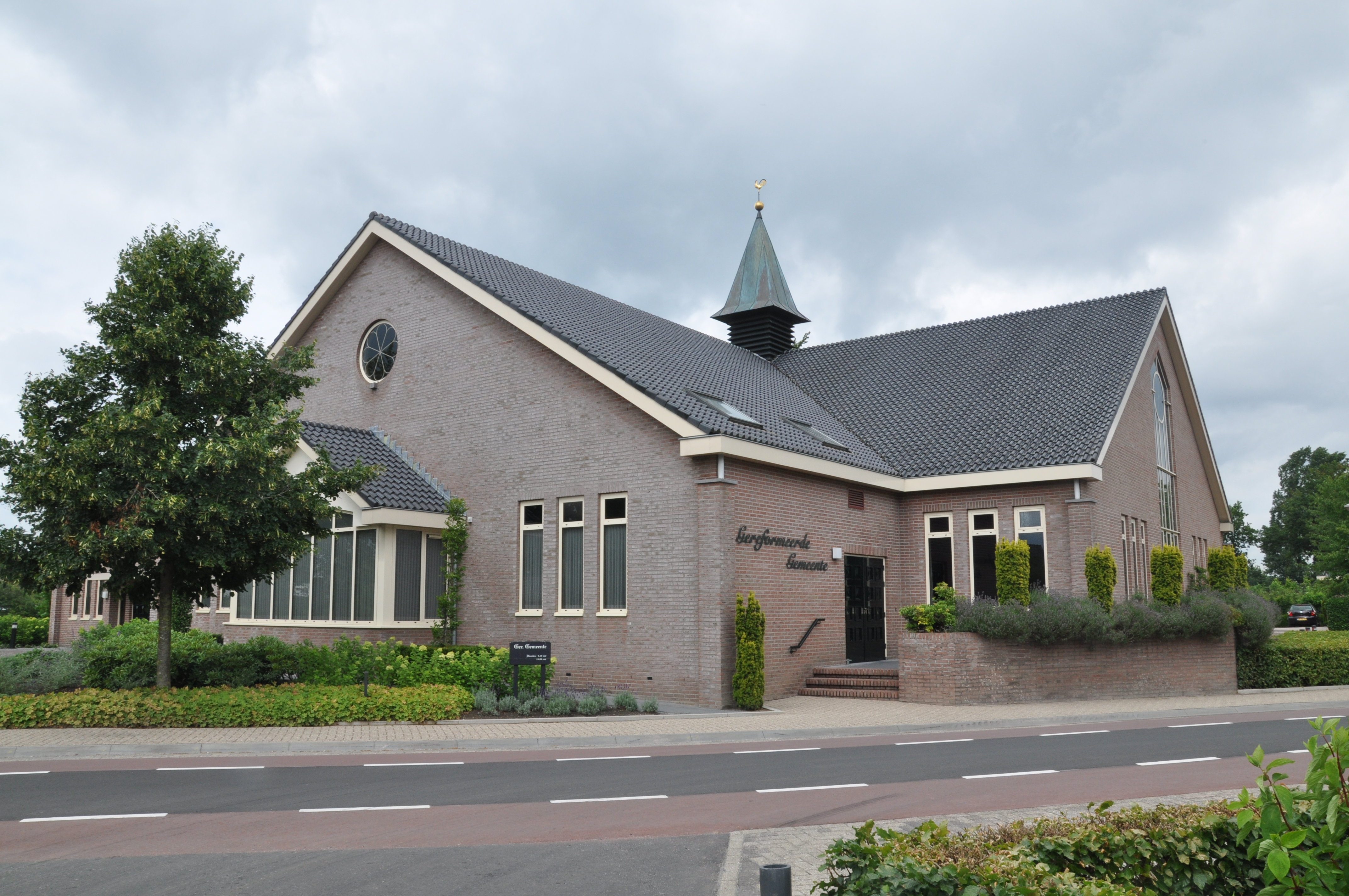
Nogmaals het kerkgebouw, maar dan van de andere zijde

Hoofdplaats: Ede       Dorpen: Bennekom · Ederveen · Harskamp · Hoenderloo (deels) · De Klomp · Lunteren · Otterlo · Wekerom

Buurtschappen: Deelen · Doesburgerbuurt · Driesprong · Eschoten · De Ginkel · Hoekelum · Hoog Baarlo · De Kade · De Kraats · Manen · Meulunteren · Mossel · Nederwoud · Nergena · Nieuw-Reemst · (Oostdorp) · Oud-Reemst · Overwoud · Roekel · De Valk · Walderveen · Westeneng

Gelderland: Steden en dorpen in Gelderland      Nederland: Provincies · Gemeenten